# Yssolebias martae
Yssolebias martae är en art fiskar bland de äggläggande tandkarparna som först beskrevs av Franz Steindachner år 1876, då som Cyprinodon martae. År 2012 förde dock den franske ichthyologen Jean Henri Huber över arten till släktet Yssolebias, som är monotypiskt och alltså endast omfattar denna enda art. Mycket lite är känt om arten. Det enda specimen man känner till är holotypen och det är möjligt att arten är utdöd.

## Utbredningsområde
Arten är endast känd från Magdalenafloden nära Santa Marta i Colombia.